# いたくろここなのオンとオフ
『いたくろここなのオンとオフ』は、テレビ埼玉にて放送されていたバラエティ番組であり、板倉俊之（インパルス）、黒沢かずこ（森三中）、梅山恋和（NMB48）の冠番組である。
本記事では、前身番組である『いたくろむらせのオンとオフ』についても記載する。

## 概要
板倉俊之（インパルス）・黒沢かずこ（森三中）・梅山恋和（NMB48）の3人が、テレビ的な"オン"のモードと、普段テレビでは見せない"オフ"のモードを、それぞれ自由に切り替えながら街ブラロケを行う番組。
2019年8月5日に板倉俊之・黒沢かずこ・村瀬紗英（NMB48）の3人の冠番組として『いたくろむらせのオンとオフ』が放送開始。2020年12月で村瀬紗英がNMB48を卒業したことから番組を降板し、その後任に村瀬紗英の後輩メンバーである梅山恋和が起用された。これに伴い、2021年1月より番組名が『いたくろここなのオンとオフ』に変更された。同年9月27日放送で放送終了となり、前身の『いたくろむらせのオンとオフ』から通算して2年2ヶ月で幕を閉じた。

## 出演者
- 板倉俊之（インパルス）
- 黒沢かずこ（森三中）
- 梅山恋和（当時NMB48） - 2021年1月11日放送分より最終回まで。
- すゑひろがりず（南條庄助・三島達矢）
- 村瀬紗英（当時NMB48） - 2020年12月21日放送分をもって降板。

## ネット局
| 放送対象地域   | 放送局                   | 系列           | 放送時期                     | 放送日時 |
| -------------- | ------------------------ | -------------- | ---------------------------- | --- |
| 埼玉県         | テレビ埼玉（TVS） 制作局 | 独立局         | 2019年8月5日 - 2021年9月27日 | 月曜 23:00 - 23:30 |
| 埼玉県         | テレビ埼玉（TVS） 制作局 | 独立局         | 2019年10月5日 - （再放送）   | 土曜 21:30 - 22:00 （2019年10月5日 - 2020年2月8日） 土曜 21:00 - 21:30 （2020年2月15日 - 3月27日） 日曜 21:30 - 22:00 （2021年4月4日 - 9月27日） |
| 千葉県         | 千葉テレビ（CTC）        | 独立局         | 2019年8月8日 -               | 木曜 23:00 - 23:30 （ - 2020年9月） 土曜 0:30 - 1:00（金曜深夜） （2020年10月 - 2021年3月） 水曜 23:00 - 23:30 （2021年4月 - ）                  |
| 栃木県         | とちぎテレビ（GYT）      | 独立局         | 2019年8月8日 -               | 木曜 23:30 - 0:00（ - 2020年10月1日） 金曜 19:30 - 20:00（2020年10月9日 - ）                                                                     |
| 群馬県         | 群馬テレビ（GTV）        | 独立局         | 2019年8月9日 -               | 金曜 23:00 - 23:30 |
| 神奈川県       | テレビ神奈川（tvk）      | 独立局         | 2019年8月12日 -              | 月曜 1:00 - 1:30（日曜深夜） （ - 2020年12月28日） 日曜 1:00 - 1:30（土曜深夜） （2021年1月17日 - ）                                             |
| 京都府         | KBS京都（KBS）           | 独立局         | 2019年10月3日 -              | 木曜 20:30 - 21:00 （ - 2020年3月26日） 木曜 22:30 - 23:00 （2020年4月2日 - 6月25日） 木曜 20:30 - 21:00 （2020年7月2日 - ）                     |
| 兵庫県         | サンテレビ（SUN）        | 独立局         | 2019年10月9日 -              | 水曜 0:30 - 1:00（火曜深夜） |
| 三重県         | 三重テレビ（MTV）        | 独立局         | 2020年1月7日 -               | 火曜 0:20 - 0:50（月曜深夜） |
| 北海道         | 札幌テレビ（STV）        | 日本テレビ系列 | 2020年1月18日 -              | 土曜 2:31 - 3:01（金曜深夜） |
| 岡山県・香川県 | 西日本放送（RNC）        | 日本テレビ系列 | 2020年6月23日 -              | 火曜 1:59 - 2:29（月曜深夜） |
| 宮城県         | 仙台放送（OX）           | フジテレビ系列 | 2020年10月8日 -              | 木・金曜 15:15 - 15:45 |

### 過去のネット局
| 放送対象地域 | 放送局                 | 系列           | 放送時期                      | 放送日時                                       | 備考                                                     |
| ------------ | ---------------------- | -------------- | ----------------------------- | ---------------------------------------------- | -------------------------------------------------------- |
| 日本全国     | Kawaiian TV            | 衛星放送       | 2019年8月15日 - 11月25日      |                                                | 閉局により、2019年11月25日放送の第16回をもって打ち切り。 |
| 静岡県       | 静岡朝日テレビ（SATV） | テレビ朝日系列 | 2020年1月10日 - 4月17日       | 金曜 1:55 - 2:25（木曜深夜）                   |                                                          |
| 福岡県       | RKB毎日放送（rkb）     | TBS系列        | 2020年4月15日 - 2021年3月27日 | 水曜 1:55 - 2:25（火曜深夜） →土曜 5:45 - 6:15 |                                                          |
| 福島県       | 福島中央テレビ（FCT）  | 日本テレビ系列 | 2019年12月8日 - 2021年4月19日 | 月曜 1:35 - 2:05（日曜深夜）                   | 以上の4局は「いたくろむらせ」のみ放送                    |

## 特別番組

### いたくろむらせのオンとオフ 人見知りだけど、いつもよりちょっとだけ頑張りますSP
番組内容
2019年、何かと話題にあがった埼玉県が誇る"日本一"の人や場所を探しに板倉、黒沢、村瀬の3人が東奔西走する。三芳町の"広報のスペシャリスト"や、川口市の"約2400本もの万華鏡を所蔵する博物館"などを訪れる。
放送時間
| 放送対象地域 | 放送局                   | 系列   | 放送日         | 放送時間      |
| ------------ | ------------------------ | ------ | -------------- | ------------- |
| 埼玉県       | テレビ埼玉（TVS） 制作局 | 独立局 | 2019年12月28日 | 19:00 - 19:55 |
| 栃木県       | とちぎテレビ（GYT）      | 独立局 | 2020年1月3日   | 12:00 - 12:55 |
| 群馬県       | 群馬テレビ（GTV）        | 独立局 | 2020年1月3日   | 22:00 - 22:55 |
| 和歌山県     | テレビ和歌山（WTV）      | 独立局 | 2020年1月3日   | 23:30 - 0:25  |
| 千葉県       | 千葉テレビ放送（CTC）    | 独立局 | 2020年1月4日   | 0:00 - 0:55   |

## エンディングテーマ
2019年
- 8月・9月度：NMB48「母校へ帰れ!」
- 10月度：真っ白なキャンバス「いま踏み出せ夏」[13]

2020年
- 1月度：DREAMING MONSTER「太陽」[14]
- 2月24日 - 4月6日：BLACKNAZARENE 「Last hymn」
- 4月13日 - 5月18日：東京初期衝動「再生ボタン」
- 5月25日 - 8月3日：NMB48「だってだってだって」
- 8月10日 - 9月28日：めろん畑a go go「海賊QUEEN AMAZONES」
- 10月5日 - 11月16日：U.for「この広い世界の中に君に出会えたラブストーリー」
- 11月23日 - 12月21日：セットラウンドリー「ポストに鍵」

2021年
- 1月11日 - 2月8日：こゑだ「Little Daisy」
- 2月15日 - 3月29日：ももすももす「ねんねこねんね」
- 4月5日 - 5月24日：サンダルテレフォン「It's Show Time!」
- 5月31日 - 6月28日：宮城島麻未「雨やどり」
- 7月5日 - 8月9日：So'Fly「ナメないで」
- 8月16日 - 現在：SOMOSOMO「TAnGlers」

## スタッフ
- 構成：岐部昌幸、安齋友朗
- 技術/編集：株式会社よしもとブロードエンタテインメント
- CAM：加島祥太朗、小野寺康敏（極東電視台）
- MIX：森大樹
- CA：會津菜々
- EED：関正一
- MA：大路雅也
- 音効：宮田友貴（戯音工房）
- 衣装協力：ANDGEEBEE
- WEB：越智俊貴、梶原翔
- AD：笹沼未冬、金将燁
- ディレクター：浦川瞬、三好良太（フォーミュレーションI.T.S.）
- AP：古川結雪（テレビ埼玉）
- プロデューサー：稲葉恵美（テレビ埼玉）、綱島鷹広（吉本興業）
- チーフプロデューサー：若井聡一郎（テレビ埼玉）、奥井剛平
- 制作協力：やんかわ商店
- 制作著作：テレ玉（テレビ埼玉）・吉本興業

過去のスタッフ
- CAM：渡晴男
- CA：松本彩
- AD：延原亜沙美（やんかわ商店）
- ディレクター：小林陽平（ダイズ）
- AP：松本麻由香
- プロデューサー：袰川斉（やんかわ商店）
- チーフプロデューサー：出口雅史（テレビ埼玉）